# Norman Vahtra
Norman Vahtra (Tartu, 23 de noviembre de 1996) es un ciclista profesional estonio que compite con el equipo China Glory-Mentech Continental Cycling Team.

## Trayectoria
Formado en el club del ciclista profesional estonio Rein Taaramäe, en agosto de 2016 se unió al equipo amateur francés CC Villeneuve Saint-Germain. Un año después pasó como stagiaire con el equipo belga AGO-Aqua Service de categoría Continental. En 2018 firmó con el equipo de su localidad natal Cycling Tartu. Tras un año 2019 en el que logró ocho victorias en distintas pruebas del UCI Europe Tour, el Israel Cycling Academy anunció su incorporación para el año 2020, debutando así como profesional. En su primera temporada en la élite ganó el Campeonato de Estonia en Ruta y, tras dos años en el equipo israelí, de cara a 2022 se marchó al Go Sport-Roubaix Lille Métropole. En 2024 volvió a ser campeón nacional y al final de la campaña fichó por el China Glory-Mentech Continental Cycling Team.

## Palmarés
2017
- 3.º en el Campeonato de Estonia Contrarreloj

2018
- 3.º en el Campeonato de Estonia Contrarreloj

2019
- Gran Premio de Minsk
- Carrera de la Solidaridad y de los Campeones Olímpicos, más 3 etapas
- Gran Premio de Kalmar
- Puchar Ministra Obrony Narodowej
- Memoriał Henryka Łasaka

2020
- Campeonato de Estonia en Ruta

2021
- 2.º en el Campeonato de Estonia Contrarreloj

2022
- 1 etapa del Tour de Estonia
- 3.º en el Campeonato de Estonia Contrarreloj

2023
- 3.º en el Campeonato de Estonia Contrarreloj

2024
- 1 etapa del Tour de Estonia
- 2.º en el Campeonato de Estonia Contrarreloj
- Campeonato de Estonia en Ruta

2025
- 3.º en el Campeonato de Estonia Contrarreloj

## Equipos
- AGO-Aqua Service (stagiaire) (2017)[7]
- Israel Start-Up Nation (2020-2021)
- Roubaix (2022-2024)
  - Go Sport-Roubaix Lille Métropole (2022-2023)[8]
  - Van Rysel-Roubaix Lille Métropole (2023)[9]
  - Van Rysel-Roubaix (2024)
- China Glory-Mentech Continental Cycling Team (2025-)